# Parafia Miłosierdzia Bożego w Konstantynowie Łódzkim
Parafia pw. Miłosierdzia Bożego w Konstantynowie Łódzkim - parafia rzymskokatolicka znajdująca się w archidiecezji łódzkiej w dekanacie konstantynowskim.

## Proboszczowie
- ks. Robert Jantczak[1]
- ks. Maricin Wojtasik (2023– )[1]